# Эджидио ди Ананьи
Эджидио ди Ананьи (Egidio Di Anagnia, его имя также пишут как Gilles, Egidius, а фамилию как Anagni, Pierleoni, degli Arcipreti) — католический церковный деятель XII века. На консистории 1190 года был провозглашен кардиналом-дьяконом с титулом церкви Сан-Никола-ин-Карчере. Участвовал в выборах папы 1191 года (Целестин III). В 1194 году стал кардиналом-священником с титулом церкви Санта-Сусанна.